# 圣母升天圣殿 (卡莫利)

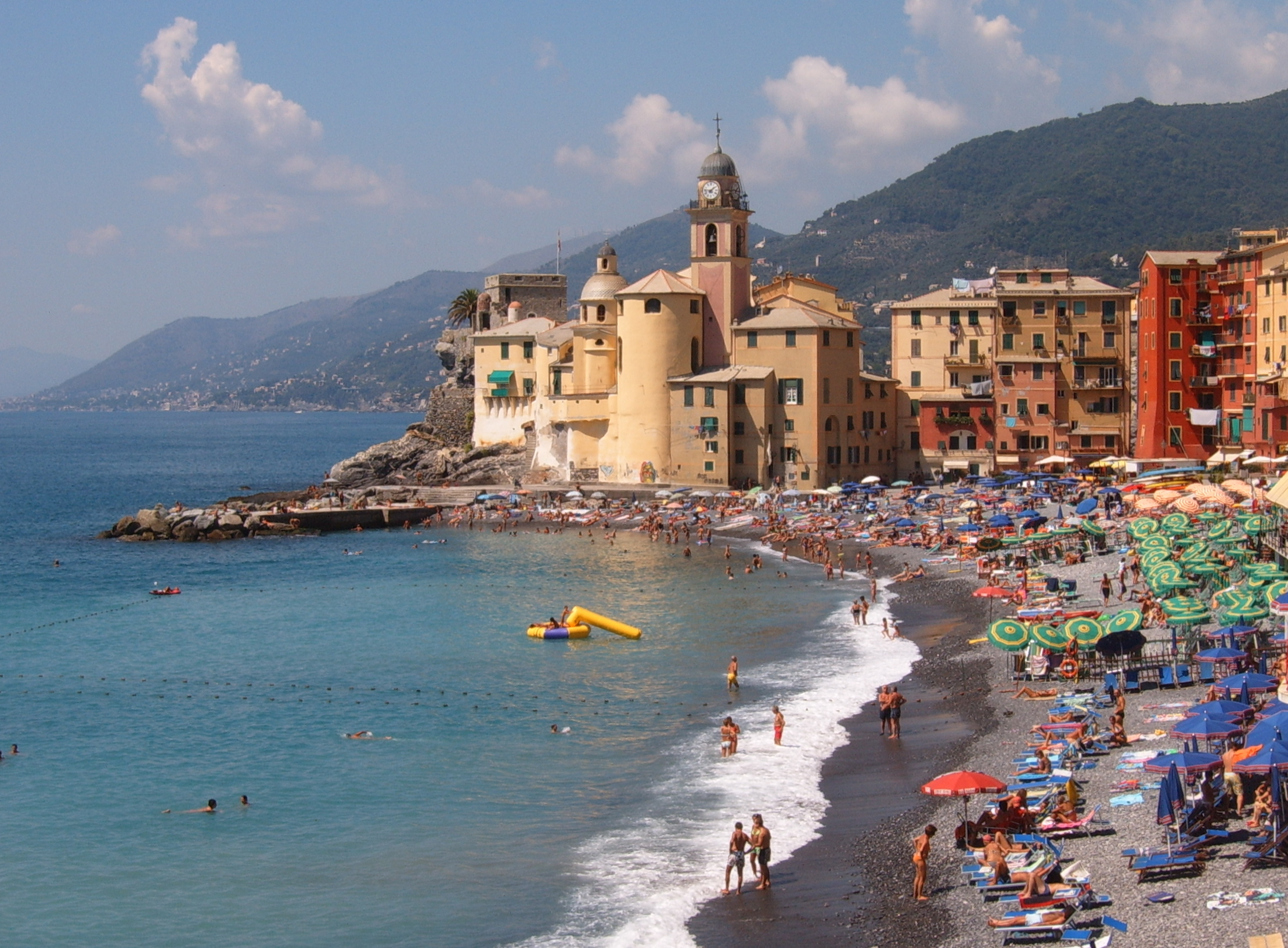

圣母升天圣殿（Basilica di Santa Maria Assunta）是一座罗马天主教宗座圣殿，也是天主教热那亚总教区雷科-乌肖-卡莫利总铎区下属的同名堂区的堂区教堂，位于意大利利古里亚大区热那亚广域市卡莫利的岛街（via dell'Isola）。

## 历史

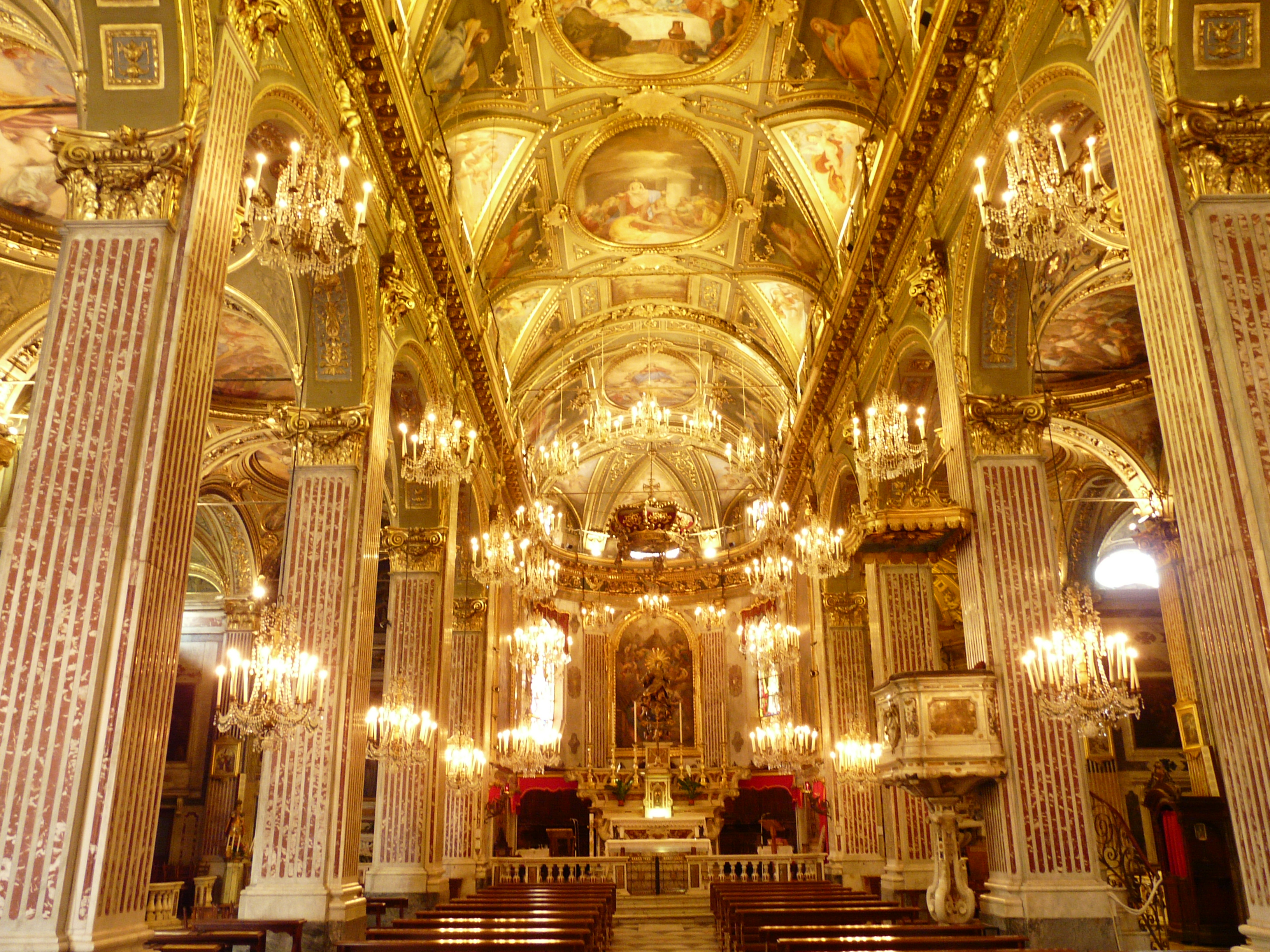

根据当地历史资料，堂区教堂创建于12世纪，坐落在海边村庄港口附近的一个岩石岛上。在十六世纪和十九世纪进行了扩建。1970年，在面向主广场的立面的三个壁龛中，放置了代表圣波罗斯贝、圣福都纳和树林圣母的雕像。
1826年，热那亚总主教路易吉·兰布鲁希尼为该堂祝圣，1847年，普拉西多·玛丽亚·塔迪尼主教再次将其祝圣。
1988年11月，若望保禄二世将该堂升格为宗座圣殿。

## 内部
教堂内部有三个中殿，为巴洛克建筑风格，并完全覆盖珍贵的金色灰泥、多色大理石，以及洗礼池和水晶吊灯。保存着一些十九世纪晚期湿壁画，由画家尼科洛·巴拉比诺和弗朗切斯科·塞米诺创作。正祭台, 有弗朗切斯科·斯基亚菲诺的巴洛克木雕《圣母升天》, 由雕塑家安德烈亚·卡萨雷焦制作，木制咏经席可以追溯到18世纪。祭衣间有一幅画家卢卡·坎比亚索的《耶稣下十字架》。

## 小堂
中殿右侧的小堂如下：

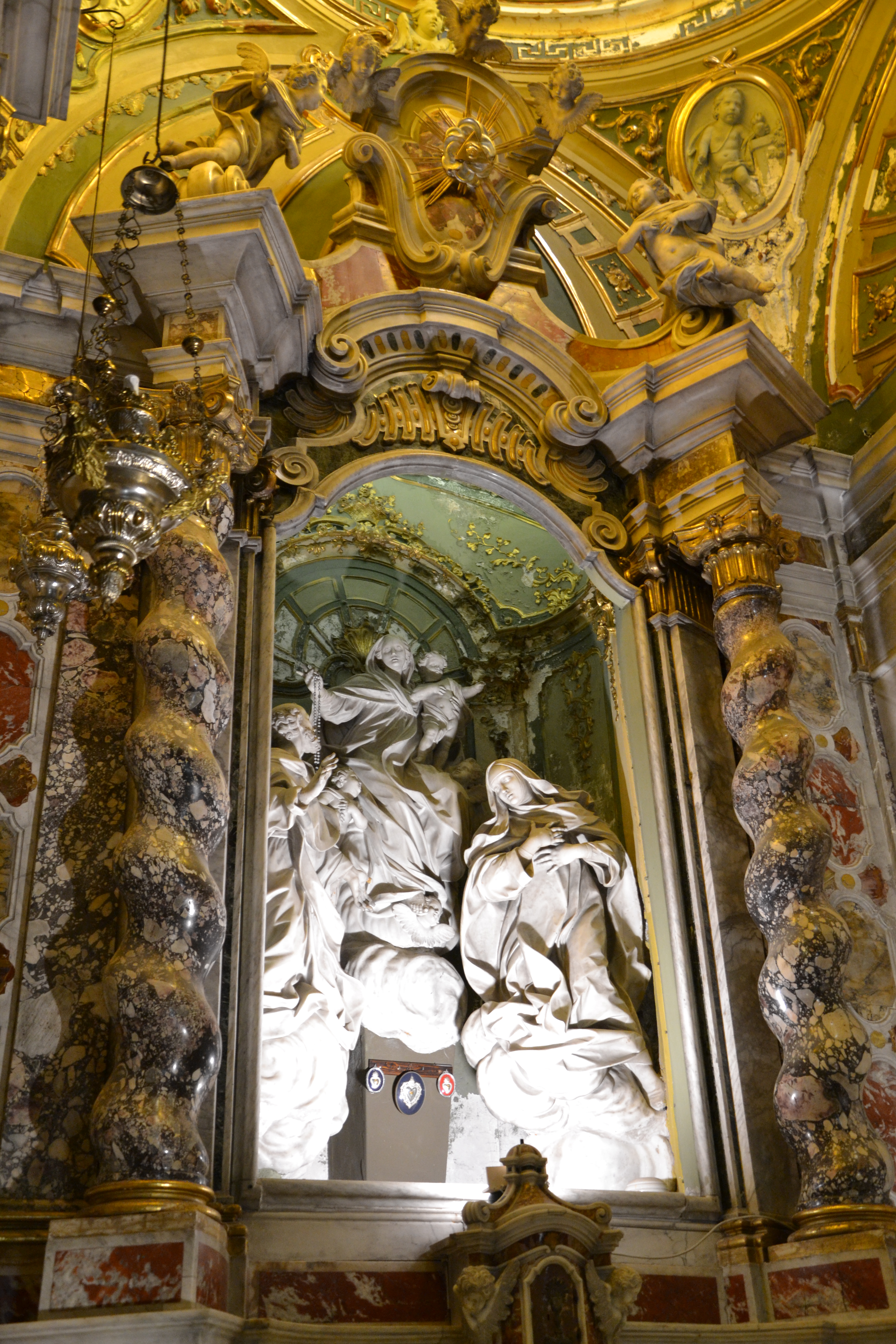
《玫瑰圣母与圣多明我圣加大肋纳》, 弗朗切斯科·玛丽亚·斯基亚菲诺

- 玫瑰圣母小堂，中殿底部，有一组雕塑《玫瑰圣母与圣多明我圣加大肋纳》, 为卡莫利雕塑家弗朗切斯科·玛丽亚·斯基亚菲诺的作品；
- 炼灵小堂：吉罗拉莫·斯基亚菲诺的画作描绘“圣母、圣婴与炼狱的灵魂”；
- 圣波罗斯贝小堂，在1788年的大理石祭坛上保存着十六世纪的圣物箱,  和弗朗切斯科·拉瓦斯基奥的“枢德”；
- 耶稣圣心小堂：有一尊十九世纪的雕像，为费迪南多·帕拉的作品，
- 圣嘉耶当小堂，有木雕“圣母与圣婴”。

中殿左侧的小堂如下：
- 十字架小堂：有17世纪精美的湿壁画，和16世纪晚期贝尔纳多·卡斯特罗的祭坛画“上十字架与与圣波罗斯贝和圣加大肋纳”；
- 圣若翰洗者小堂：大理石祭坛，和一幅17世纪的祭坛画，多梅尼科·菲亚塞拉的“圣母与圣婴、圣加大肋纳和洗者若翰”；
- 圣伯多禄和圣福都纳小堂，有圣人德圣髑, 贝尔纳多·卡斯特洛的祭坛画描绘了著名的“神奇的钓鱼”场景；圣伯多禄和圣保禄雕像，是弗朗切斯科·玛丽亚·斯基亚菲诺的作品;
- 圣若瑟小堂：朱塞佩·帕尔米耶里的作品；
- 圣伊拉斯谟和树林圣母小堂，有“圣伊拉斯姆、圣嘉勒和圣尼各老”,这是朱塞佩·巴达拉科17世纪的作品；
- 圣安多尼小堂：有一尊20世纪的吉多·加莱蒂雕像。

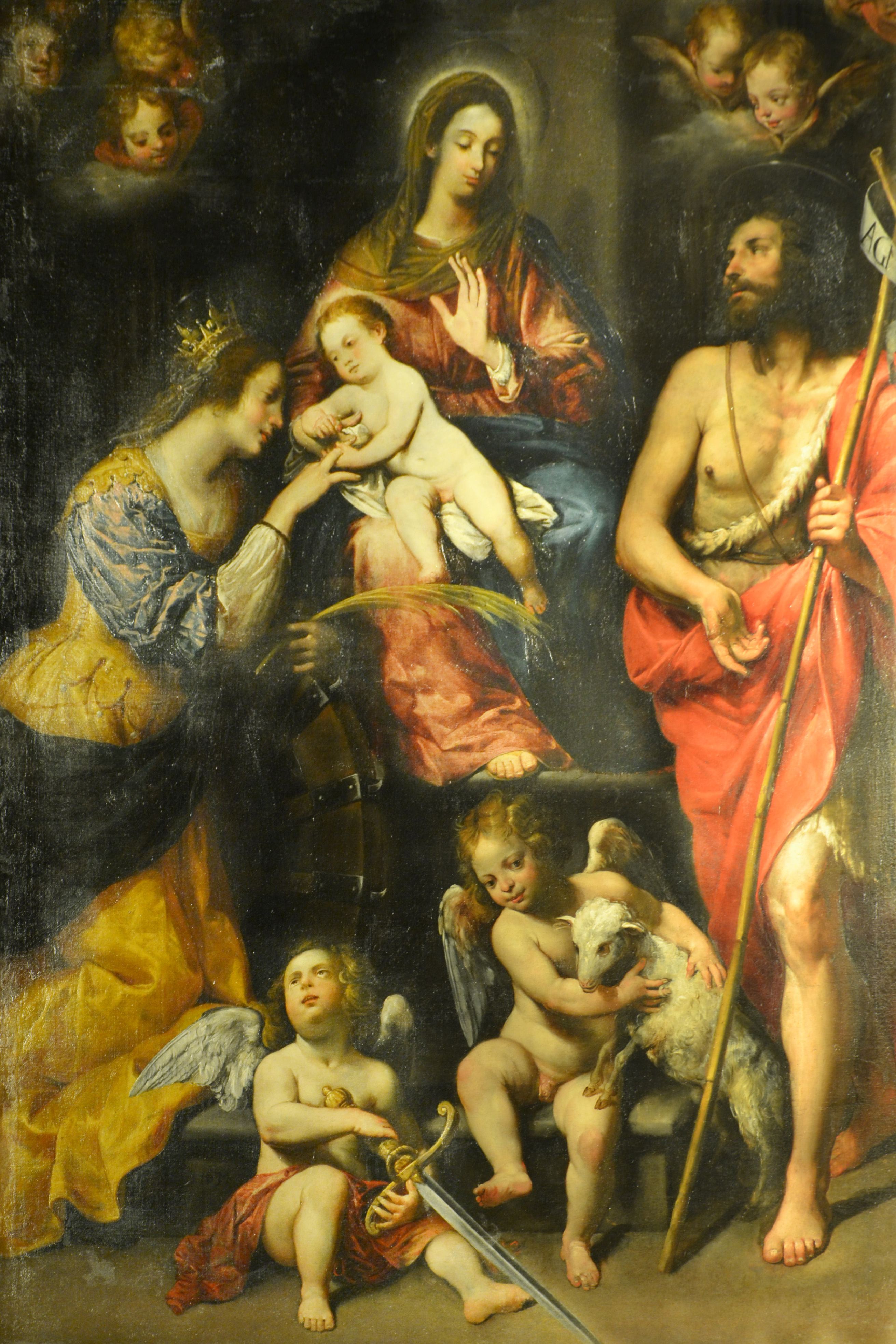
多梅尼科·菲亚塞拉的“圣母与圣婴、圣加大肋纳和洗者若翰”
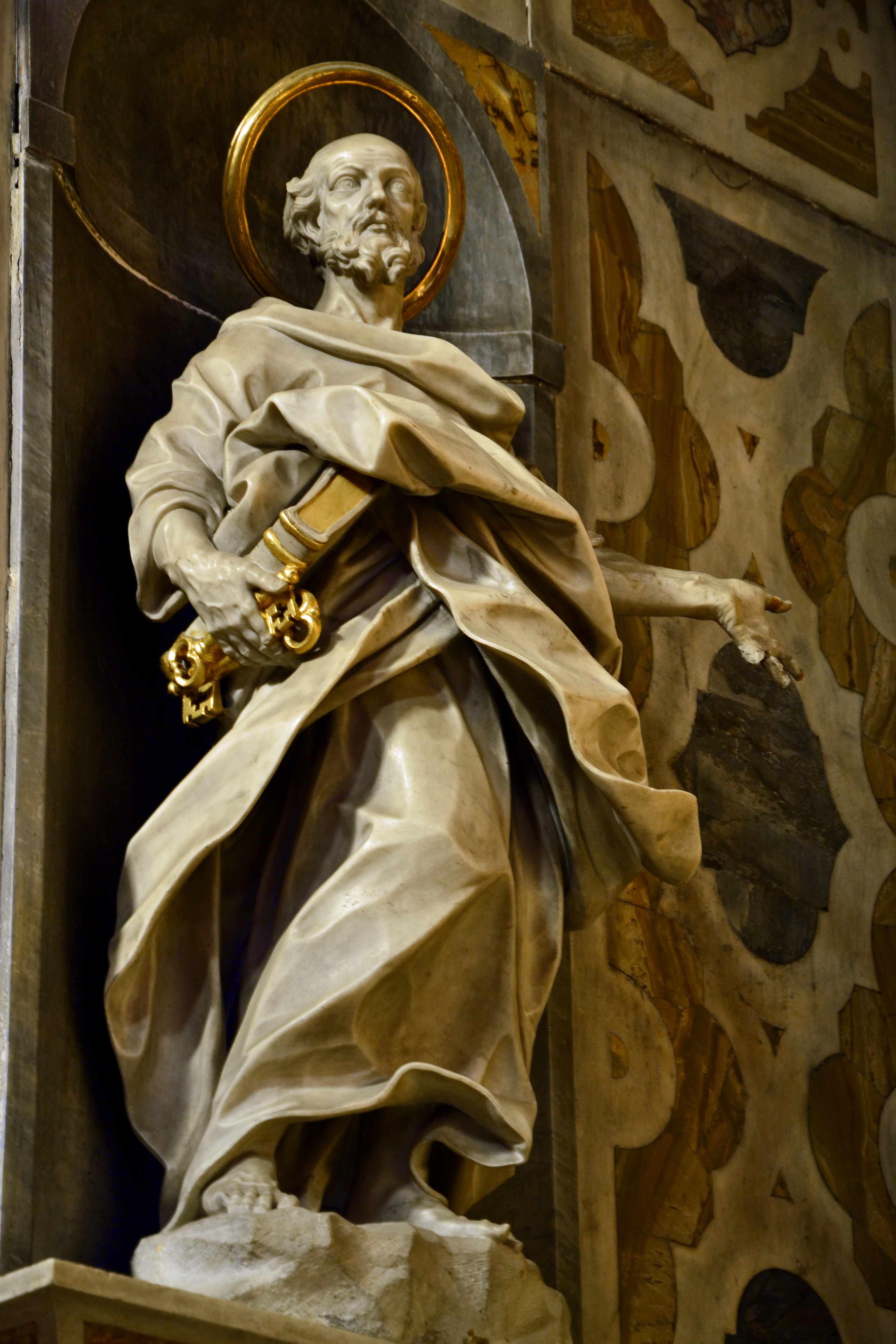
弗朗切斯科·斯基亚菲诺的圣伯多禄
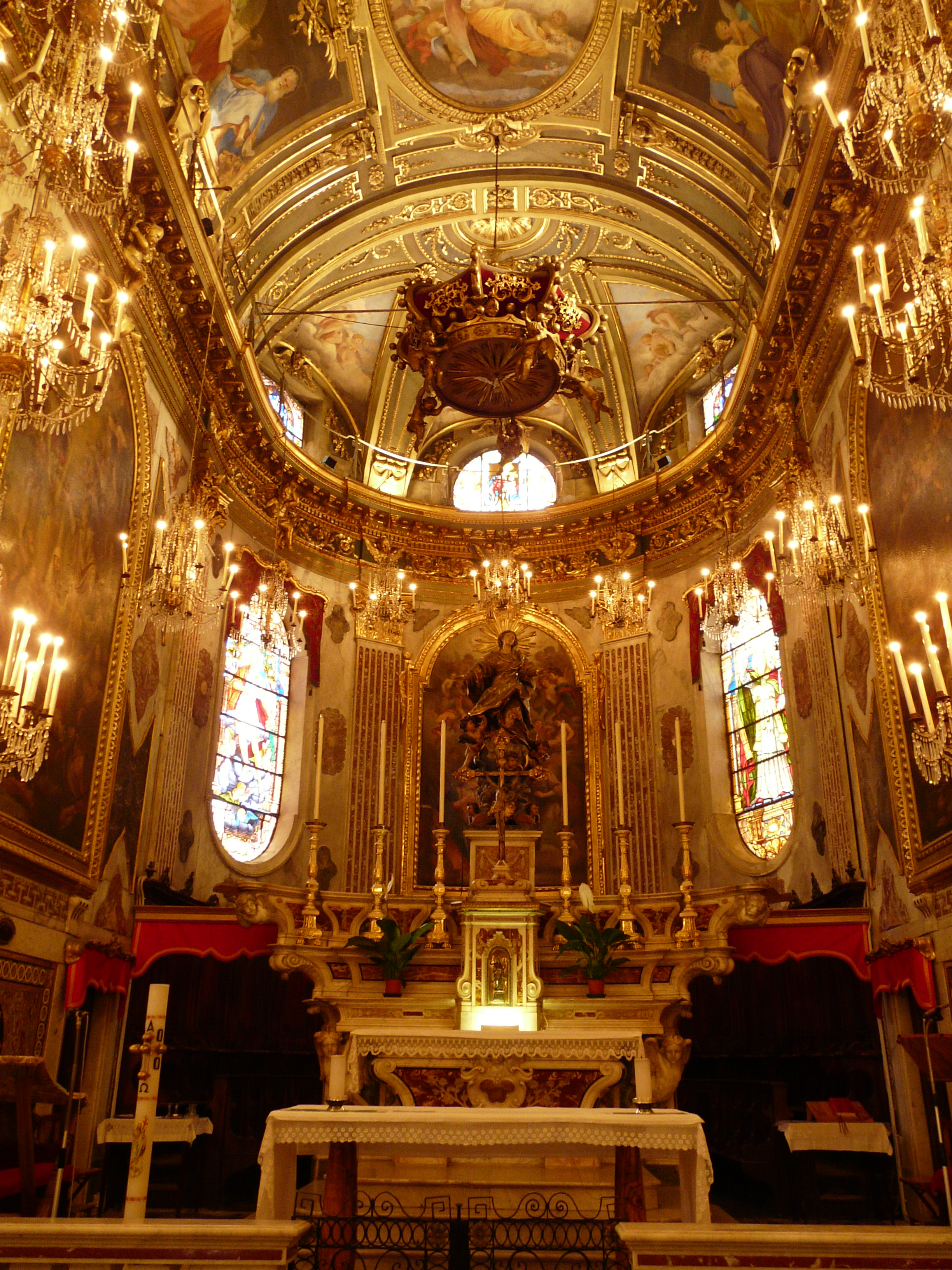
正祭台